# Campionato asiatico maschile under 17 di calcio
Il Campionato asiatico Under-17 (in inglese AFC U-17 Championship) è un torneo di calcio organizzato dalla AFC. Si svolge ogni due anni, è riservato alle squadre nazionali asiatiche formate da giocatori di 17 o meno anni di età, ed è valido anche come qualificazione per il Campionato mondiale di calcio Under-17.
Il campionato è stato disputato per la prima volta nel 1985; dal 1986 ha assunto cadenza biennale. Fino al 2006 al 2018 è stato riservato alle nazionali Under-16.

## Albo d'oro
| 1985 | Qatar               | Arabia Saudita | 4–3           | Qatar               | Iraq                | 1–0           | Thailandia     |
| 1986 | Qatar               | Corea del Sud  | 0–0 5–4 (dtr) | Qatar               | Arabia Saudita      | 2–0           | Corea del Nord |
| 1988 | Thailandia          | Arabia Saudita | 2–0           | Bahrein             | Cina                | 1–1 4–3 (dtr) | Iraq           |
| 1990 | Emirati Arabi Uniti | Qatar          | 2–0           | Emirati Arabi Uniti | Cina                | 5–0           | Indonesia      |
| 1992 | Arabia Saudita      | Cina           | 2–2 8–7 (dtr) | Qatar               | Arabia Saudita      | 2–1           | Corea del Nord |
| 1994 | Qatar               | Giappone       | 1–0 (dts)     | Qatar               | Oman                | 3–2           | Bahrein        |
| 1996 | Thailandia          | Oman           | 1–0           | Thailandia          | Bahrein             | 0–0 4–1 (dtr) | Giappone       |
| 1998 | Qatar               | Thailandia     | 1–1 3–2 (dtr) | Qatar               | Bahrein             | 5–1           | Corea del Sud  |
| 2000 | Vietnam             | Oman           | 1–0           | Iran                | Giappone            | 4–2           | Vietnam        |
| 2002 | Emirati Arabi Uniti | Corea del Sud  | 1–1 5–3 (dtr) | Yemen               | Cina                | 1–0           | Uzbekistan     |
| 2004 | Giappone            | Cina           | 1–0           | Corea del Nord      | Qatar               | 2–1           | Iran           |
| 2006 | Singapore           | Giappone       | 4–2 (dts)     | Corea del Nord      | Tagikistan          | 3–3 5–4 (dtr) | Siria          |
| 2008 | Uzbekistan          | Iran           | 2–1           | Corea del Sud       | Emirati Arabi Uniti | non giocata   | Giappone       |
| 2010 | Uzbekistan          | Corea del Nord | 2–0           | Uzbekistan          | Australia           | non giocata   | Giappone       |
| 2012 | Iran                | Uzbekistan     | 1–1 3–1 (dtr) | Giappone            | Iraq                | non giocata   | Iran           |
| 2014 | Thailandia          | Corea del Nord | 2–1           | Corea del Sud       | Australia           | non giocata   | Siria          |
| 2016 | India               | Iraq           | 0–0 4–3 (dtr) | Iran                | Corea del Nord      | non giocata   | Giappone       |
| 2018 | Malaysia            | Giappone       | 1–0           | Tagikistan          | Australia           | non giocata   | Corea del Sud  |
| 2023 | Thailandia          | Giappone       | 3–0           | Corea del Sud       | Iran                | non giocata   | Uzbekistan     |
| 2025 | Arabia Saudita      | Uzbekistan     | 2–0           | Arabia Saudita      | Corea del Nord      | non giocata   | Corea del Sud  |

### Vittorie per squadra
| Squadra             | Titoli                     | 2° posti                         | 3° posti             | 4° posti       | Semifinali           |
| ------------------- | -------------------------- | -------------------------------- | -------------------- | -------------- | -------------------- |
| Giappone            | 4 (1994, 2006, 2018, 2023) | 1 (2012)                         | 1 (2000)             | 1 (1996)       | 3 (2008, 2010, 2016) |
| Corea del Sud       | 2 (1986, 2002)             | 3 (2008, 2014, 2023)             |                      | 1 (1998)       | 2 (2018, 2025)       |
| Cina                | 2 (1992, 2004)             |                                  | 3 (1988, 1990, 2002) |                |                      |
| Arabia Saudita      | 2 (1985, 1988)             | 1 (2025)                         | 2 (1986, 1992)       |                |                      |
| Oman                | 2 (1996, 2000)             |                                  | 1 (1994)             |                |                      |
| Corea del Nord      | 2 (2010, 2014)             | 2 (2004, 2006)                   |                      | 2 (1986, 1992) | 2 (2016, 2025)       |
| Uzbekistan          | 2 (2012, 2025)             | 1 (2010)                         |                      | 1 (2002)       | 1 (2023)             |
| Qatar               | 1 (1990)                   | 5 (1985, 1986, 1992, 1994, 1998) | 1 (2004)             |                |                      |
| Thailandia          | 1 (1998)                   | 1 (1996)                         |                      | 1 (1985)       |                      |
| Iran                | 1 (2008)                   | 1 (2000, 2016)                   |                      | 1 (2004)       | 2 (2012, 2023)       |
| Iraq                | 1 (2016)                   |                                  | 1 (1985)             | 1 (1988)       | 1 (2012)             |
| Australia           |                            |                                  |                      |                | 3 (2010, 2014, 2018) |
| Bahrein             |                            | 1 (1988)                         | 2 (1996, 1998)       | 1 (1994)       |                      |
| Emirati Arabi Uniti |                            | 1 (1990)                         |                      |                | 1 (2008)             |
| Siria               |                            |                                  |                      | 1 (2006)       | 1 (2014)             |
| Yemen               |                            | 1 (2002)                         |                      |                |                      |
| Tagikistan          |                            | 1 (2018)                         | 1 (2006)             |                |                      |
| Indonesia           |                            |                                  |                      | 1 (1990)       |                      |
| Vietnam             |                            |                                  |                      | 1 (2000)       |                      |